# Palacete recifense
O palacete recifense, tal como o palacete paulistano, configura um estilo arquitetônico que floresceu no Brasil na primeira metade do século XX. No caso do Recife, tais palacetes eram um símbolo de modernidade que a burguesia recifense assumiu a partir das transformações urbanas pela qual a cidade de Recife passou na década de 1920, à época sob o governo de Sérgio Loreto.